# Chamaedorea brachyclada
Chamaedorea brachyclada är en enhjärtbladig växtart som beskrevs av Hermann Wendland. Chamaedorea brachyclada ingår i släktet Chamaedorea och familjen Arecaceae. Inga underarter finns listade i Catalogue of Life.